# Bernd Lütz-Binder
Bernd Lütz-Binder (* 24. April 1942 in Mannheim) ist ein deutscher Rechtsanwalt und Strafverteidiger.

## Leben
Lütz-Binder besuchte das Kurfürst-Ruprecht-Gymnasium in Neustadt an der Weinstraße, das damals noch Altsprachliches Gymnasium hieß, und legte dort 1961 das Abitur ab. Das Studium der Rechtswissenschaften absolvierte er in Bonn, Tübingen und Freiburg im Breisgau. Das erste Staatsexamen erlangte er in Freiburg, das zweite folgte am Landgericht Landau, wo er die Referendariatszeit verbrachte.
Lütz-Binder wurde im Jahr 1971 als Rechtsanwalt zugelassen. 1972 eröffnete er eine Anwaltskanzlei in Landau. Dort sind heute neben ihm tätig: Lutz Meyer-Goßner, Lütz-Binders Tochter Eva Lütz-Binder und Stefan Beck, der Sohn von Kurt Beck. Als Rechtsanwalt ist Lütz-Binder vor allem in den Bereichen der Strafverteidigung und Revision tätig. Weitere Schwerpunkte sind Jugendstrafrecht, Erbrecht und Mietrecht.
2011 nahm Lütz-Binder gegenüber dem Südwestrundfunk zum Strafverfahren des Wettermoderators Jörg Kachelmann Stellung.
Lütz-Binder hat humorvolle Belletristik veröffentlicht, die sich teilweise auch mit Rechtsfällen befasst.

## Werke (Auswahl)
- Bernd Lütz-Binder: Ich bitte um Milde. Höma-Verlag, Offenbach an der Queich 2007, ISBN 978-3-937329-23-9 (Illustrationen von Armin Hott).
- Bernd Lütz-Binder: Ich hoffe auf Nachsicht. Höma-Verlag, Offenbach an der Queich 2010, ISBN 978-3-937329-48-2 (Illustrationen von Armin Hott).
- Bernd Lütz-Binder: Diogenes macht sein Fass auf. Höma-Verlag, Offenbach an der Queich 2012, ISBN 978-3-937329-73-4 (Illustrationen von Armin Hott).
- Bernd Lütz-Binder: Die kesse Helene. Höma-Verlag, Offenbach an der Queich 2013, ISBN 978-3-937329-85-7 (Illustrationen von Armin Hott).